# Cornisepta antarctica
Cornisepta antarctica is een slakkensoort uit de familie van de Fissurellidae. De wetenschappelijke naam van de soort is voor het eerst geldig gepubliceerd in 1972 door Egorova.